# Schoenomyza univittata
Schoenomyza univittata är en tvåvingeart som beskrevs av Malloch 1934. Schoenomyza univittata ingår i släktet Schoenomyza och familjen husflugor. Inga underarter finns listade i Catalogue of Life.